# LibreWolf
LibreWolf — независимый форк веб-браузера Mozilla Firefox, который ориентирован на обеспечение приватности и безопасности.

## Разработка
LibreWolf был первоначально выпущен 7 марта 2020 года для операционных систем Linux. Год спустя, он стал доступен для Windows и вскоре для macOS. Также был выпущен портативный AppImage для Linux и Flatpak-приложение. Возможна установка через магазин Microsoft и Windows Package Manager.

## Особенности
Новые релизы LibreWolf практически не имеют отличий от версий браузера Firefox. Темы и расширения устанавливаются из аддонов Mozilla. В качестве поисковой системы по-умолчанию используется DuckDuckGo. Исключительной особенностью LibreWolf является то, что в нём вырезаны функции отвечающие за сбор и отправку данных об использовании браузера на сервера Mozilla и её рекламных партнёров. В расширенных настройках «about:config» выставлены параметры препятствующие созданию цифрового отпечатка устройства. Браузер устанавливается вместе с расширением uBlock Origin, отключены Google Safe Browsing, WebGL а также воспроизведение контента защищённого DRM. Используется стандарт iPv6 и переход только на сайты с поддержкой протокола HTTPS. В LibreWolf также удалены некоторые лишние функции Firefox, например сервис «Add to Pocket». Появился специальный раздел в основных параметрах браузера для удобной настройки функций, отвечающих за безопасность и приватность. Возможность автоматического обновления доступна только через репозитории, либо в случае с Windows при наличии отдельной программы.

## Лицензия
Браузер лицензирован по Mozilla Public Licence 2.0, в то время как веб-сайт лицензирован по GNU AGPL 3.0.